# خلیله علی
خلیله علی (انگلیسی: Khalilah Ali؛ زادهٔ ۱۷ مارس ۱۹۵۰) بازیگر اهل ایالات متحده آمریکا است.
وی همسر سابق محمد علی کلی و دارای کمربند مشکی دان ۳ در کاراته است و پدر و مادرش از اعضای جنبش امت اسلام بودند.
از فیلم‌ها یا مجموعه‌های تلویزیونی که وی در آن‌ها نقش داشته‌است می‌توان به سندرم چین اشاره نمود.